# 沈夢鯉
沈夢鯉（1500年—？），字龍卿，浙江紹興府山陰縣人，民籍，明朝政治人物。

## 生平
嘉靖七年（1528年）戊子科浙江鄉試第六十六名舉人。嘉靖十四年（1535年）中式乙未科會試第二十名，登第二甲第七十二名進士。

## 家族
曾祖沈浤；祖父沈輔；父沈芳，母余氏；繼母壽氏。重庆下。